# Перше Мая (Тоцький район)
Пе́рше Ма́я (рос. Первое Мая) — селище у складі Тоцького району Оренбурзької області, Росія.

## Населення
Населення — 204 особи (2010; 194 у 2002).
Національний склад (станом на 2002 рік):
- росіяни — 85 %